# جنی شیپلی
جنی شیپلی (به انگلیسی: Jenny Shipley) (زادهٔ ۴ فوریه ۱۹۵۲ در نیوزیلند) بانوی سیاست‌مدار نیوزیلندی است.

## سمت‌ها
او از سال ۱۹۹۷ تا دسامبر سال ۱۹۹۹ نخست‌وزیر نیوزیلند بود.
- عضو پارلمان نیوزیلند از راکایا ۲۰۰۲-۱۹۹۰
- عضو پارلمان نیوزیلند از آشبرتون ۱۹۹۰-۱۹۸۹
- رهبر مخالفان دولت ۲۰۰۱-۱۹۹۹